# Cantone di Virieu-le-Grand
Il Cantone di Virieu-le-Grand era una divisione amministrativa dell'arrondissement di Belley con capoluogo Virieu-le-Grand.
A seguito della riforma approvata con decreto del 13 febbraio 2014, che ha avuto attuazione dopo le elezioni dipartimentali del 2015, è stato soppresso.

## Composizione
Comprendeva 13 comuni:
- Armix
- La Burbanche
- Ceyzérieu
- Cheignieu-la-Balme
- Contrevoz
- Cuzieu
- Flaxieu
- Marignieu
- Pugieu
- Rossillon
- Saint-Martin-de-Bavel
- Virieu-le-Grand
- Vongnes